# Енигма
Енигма је била машина за шифровање радио-телеграфских порука, употребљавана за вријеме Другог свјетског рата од стране Вермахта.
Ријеч Енигма долази из грчког језика и значи 'загонетка'.

## Конструкција
Енигму је конструисао Нијемац Артур Шербиус 1923. године. Основао је фирму Chiffriermaschinen AG Berlin (Машине за шифровање АГ Берлин) која је енигму производила, касније даље усавршавала и на тржишту продавала као комерцијални систем за шифровање, првенствено за цивилне намјене. Први примјерци су се појавили 20-их година XX века као машина за шифровање телеграфски преношених пословних порука. Мало касније Енигма налази примјену у њемачкој војсци и дипломатији, а избијањем Другог свјетског рата Енигма је постала стандардна опрема свих војних јединица за везу.
Својим изгледом енигма подсјећа на повећу писаћу машину. Са предње стране има тастатуру од 26 слова изнад које се налази 26 сијалица. Свака од тих сијалица представља једно од 26 излазних слова. Састојала се од тастатуре и више ваљака. Зато се сврстава у групу Ротор-Шифровних машина, као и енглеска Typex (типекс) или америчка М-325.
Ти ваљци су имали електричне контакте, тако да се при притиску на један тастер тастатуре активира струјно коло од тастера кроз ваљак до монитора, на коме засвијетли притиснуто слово. Приказана слова су формирала шифровани, односно дешифровани текст. Пошто су се при сваком притиску на тастер тастатуре ваљци даље окретали, иста слова су сваки пут другачије шифрована.
У неким савременим компјутерским системима (јуникс) још увијек се користи једна софтверска варијанта енигме (crypt).
Од стандардне верзије енигме са 3 ваљка и 4 замијењена пара слова добијају се сл. комбинације шифри:
Положај ваљака
Постоји {\displaystyle 3!=1\cdot 2\cdot 3=6} могућности, да би се 3 ваљка довела у различит положај.
Почетна позиција ваљака
Сваки ваљак може се довести у један од 26 почетних положаја. Из комбинације са три ваљка произилази {\displaystyle 26\cdot 26\cdot 26=17576} различитих почетних положаја.
Само три ваљка значи производе {\displaystyle 3!\cdot 263=105456} комбинација шифре. Да би још више увећала сигурност, енигма је посједовала и тзв. контактну таблу, помоћу које су се струјна кола словних парова могла замијенити. Ако би нпр. укуцали слово А, онда би било активирано струјно коло слова Е, и обрнуто.
Контактна табла
При избору 4 пара замијењених слова из 26 слова, добија се 164.038.875 могућности.
На почетку се морају из 26 могућих издвојити два слова, затим из 24, па 22 - на крају 20. Пошто редослијед избора не игра никакву улогу, треба се само још поделити бројем могућности та четири пара. Коришћењем биноминалног коефицијента произилази
{\displaystyle {\frac {{26 \choose 2}\cdot {24 \choose 2}\cdot {22 \choose 2}\cdot {20 \choose 2}}{4!}}=164038875}
Дакле, контактна табла и ваљци заједно производе 17.298.883.602.000 могућих шифри.

## Функционалност
Енигма је електромеханичка машина која је користила принципе спојених ротора и разводне плоче. Сврха енигме била је шифровање информација тј. њихово приказивање на начин неразумљив неовлашћеним особама.
Текст се уноси преко тастатуре, а излаз се добија преко сијалица. Између тастатуре и сијалица налази се главни механизам, језгро машине. Језгро машине чине ротори. Ротори имају више функција:
- морају осигурати пресликавање знакова;
- морају ротирати

Рад енигме заснива се на супституцији знакова. Два позната начина шифровања која користе супституцију, а чине основу за разумевање рада Енигме су: аритметичка супституција и мапирајућа супституција. Енигма у свом раду користи оба наведена алгоритма.

##### Аритметичка супституција
За задату улазну абецеду A, зависно од неког броја н, врши пресликавања на начин да помера улазну абецеду удесно за н места, па на тај начин добијамо шифровану абецеду. Нпр. уколико имамо неку реч из абецеде A и желимо је шифровати „кључем“ н, онда ћемо шифровану реч абецеде B добити тако што свако слово те речи заменимо словом из абецеде B. Дешифровање се врши обрнутим редоследом.
Примјер:
Улазна абецеда }, број н=3, па је према томе абецеда .
Ако је задат улазни текст "deda", онда је излазни текст "bcbd"

##### Мапирајућа супституција
Мапирајућа супституција не употребљава никакво помјерање. Фиксно је одређено гдје се који знак пресликава, тј. сваком знаку X придружен је одговарајући знак Y на темељу таблице пресликавања.
| УЛАЗ  | A | B | C | D | E |
| ИЗЛАЗ | B | E | A | C | D |

Па је за улазни низ "abba" излаз: "beeb".
Оба алгоритма уносе слабу меру сигурности. Искуснија особа која се бави декодирањем шифри не би имала неких већих проблема да их открије појединачно.

## Принцип рада
Ротори су попут некаквих проспојних плоча са 26 улаза и истим бројем излаза. Свако дугме на тастатури повезано је с ротором помоћу кабла. Улази на ротору примају улазно слово, а као излаз дају њему придружено излазно слово добијено помоћу таблице пресликавања. Све у свему за сада ово представља низак степен заштите, јер обављено је само једно пресликавање. Стога је излаз првог ротора спојен на улаз другог ротора, а излаз другог ротора на улаз трећег ротора. Чак и овакав повећи број пресликавања није толико отпоран, јер је проблем везан уз фреквенцију појављивања одређених знакова и даље присутан.
Следећу компоненту чини један посебан ротор, познат као рефлектор. Наиме, за разлику од претходна 3 ротора која врше асиметрична пресликавања, рефлектор је симетрични ротор што конкретно значи да за свако слово за које важи А -> Б, онда важи и Б -> А. То значи да је алгоритам за шифровање и дешифровање исти. Разлика између рефлектора и 3 пре споменута ротора је та да рефлектор не ротира.
Plug board представља још једну компоненту енигме. Она обавља симетрично пресликавање и то цијелог улазног алфабета или само једног дијела који има излаз (слично рефлектору). Налази се прије првог ротора, а ни он, као ни рефлектор не ротира.
Након што је улаз доживио 4 пресликавања сада поново пролази кроз прва три ротора почевши од трећег ка првом. Сијалица која свијетли представља шифровани улазни знак. Слово је шифровано и први ротор ротира. Ротирање представља промјену таблице пресликавања:
| УЛАЗ       | A | Б | Ц |
| ПРИЈЕ РОТ. | Д | Г | Х |
| ПОСЛЕ РОТ. | Г | Х | Д |

Из таблице произилази да је слово А прије ротирања било представљено као Д, а након ротирања као Г. Нема више једнозначног пресликавања. Сада било које слово може бити записано као више различитих слова што представља знатан напредак.
Поступак шифровања се наставља даље тако да за првих 26 слова ротира само први ротор, а затим, зависно од редног броја слова које уносимо, ротирају:
- први и други заједно (у случају када почетна таблица пресликавања првог ротора треба постати његова нова таблица пресликавања);
- само други (редни број знака већи од 26, а мањи од 52);
- други и трећи (исто као први и други);
- само трећи (редни број знака већи од 52, а мањи од 76);
- трећи и први (када почетна таблица пресликавања трећег ротора треба постати његова нова таблица пресликавања).

За остале знакове поступак се рекурзивно наставља.

## Дешифровање
Група пољских математичара око Маријана Рејевског, је још прије Другог светског рата постизала велике успјехе при дешифровању, енигмом шифрованих текстова.
Искористивши чињеницу, да су Нијемци због сигурности, на почетку поруке тзв. кључ поруке (групу од три слова) слали два пута, Рејевски је драстично смањио обим тражења шифре. Осим тога, развио је каталог са „отисцима прстију“ одређених комбинација и позиција ваљака.
Уз помоћ електромеханичких рачунара, тзв. бомби, било је могуће у року од пар сати дешифровати дневни кључ, који је служио за шифровање порука и који су Нијемци сваки дан у 0 сати мијењали. Нијемци су 1939. пооштрили параметре енигме. Уместо три почели су употребљавати пет ваљака (од њих су по три била употребљавана) и помоћу контактне табле су умјесто досада 4 замјењивали 10 парова слова. Кроз те измјене је обим тражења шифре могао бити савладан само кроз употребу даљњих 60 бомби.
Знање тих криптографских слабих страна енигме, планови бомби, као и двије копије енигме су успјешно пребачене у Француску и Енглеску само две недјеље прије њемачког напада на Пољску.
Та сазнања су од стране савезника, највише у Енглеској даље коришћена и проширивана.
Између осталог, то се може захвалити и једном Нијемцу (Ханс Тило Шмит), који је радећи као везиста при Вермахту, из финансијских разлога али и желећи освету због бешчасног отпуштања из војске након Првог светског рата, ступио у контакт са француском обавјештајном службом.
Састајао се три пута са агентом „Рекс“. Он сам је добио шифре "АХ", "Asché" и "Source D".
Предао је Французима планове енигме, али без плана електричних водова. Одан је Нијемцима од стране француске обавјештајне службе. Извршио је самоубиство тровањем 19. септембра 1943. у затвору у Берлину.
Радови енглеских стручњака за дешифровање су се одвијали у Блечли парку под шифром Ултра. Они су наставили тамо гдје је Рејевски морао стати и постигли су успјешно дешифровање 1939. побољшане енигме (типа Ц) и поред пооштрених параметара. Временом су искоришћавали и лежерност њемачких „шифрера“ као и шематски грађене поруке као нпр. координате позиција или прогнозе времена. У Блечли парку на дешифровању порука је радило око 7000 људи.
Један од стручњака био је и енглески математичар Алан Тјуринг, чији су радови и за данашњу информатику од великог значаја. Пред крај рата савезници су били у стању да дешифрују скоро сав њемачки радио-телеграфски саобраћај.
Одређени историчари тврде, да је успех дешифровања енигме цијели Други светски рат скратио, за пар месеци, можда чак и за једну годину.
После рата су од савезника заплијењени енигма уређаји, продани на блиски Исток и у неке афричке земље. Самим тим су савезници (Енглеска, Француска и САД) били у могућности да дешифрују радио-телеграфски саобраћај тих земаља.